# L'Argo
L'Argo è stato un giornale pubblicato nel protettorato britannico di Malta nel 1804. Al tempo, era l'unica pubblicazione periodica a Malta. L'Argo fu preceduto dal Foglio d'Avvisi (1803-1804) e gli successe Il Cartaginese (1804-1805).
Il giornale era curato da Vittorio Barzoni e Gavino Bonavita e si concentrava su notizie dall'estero. La sua pubblicazione era controllata dal governo e conteneva propaganda anti-francese. Un totale di nove numeri furono pubblicati fino al settembre 1804 e la diffusione delle ultime due edizioni del giornale era di 400 copie ciascuno. Ogni copia del giornale costava 12 grani.
Copie della pubblicazione sono ora conservate presso la Biblioteca nazionale di Malta.